# Gobernadora de los Infantes Reales
En Francia, la Gobernanta de los Hijos de Francia (a veces llamado Gobernanta de los Hijos Reales), era la encargada de la educación de los hijos y nietos del Rey de Francia. La titular era escogida de la alta nobleza francesa. La Gobernanta era apoyada por varias gobernantas subordinadas (sous gouvernantes).

## Gobernanta de los Hijos de Francia

### Enrique II de Francia
- Claude Catherine de Clermont (1543-1603), duquesa de Retz.

### Hijos deLuis XIII

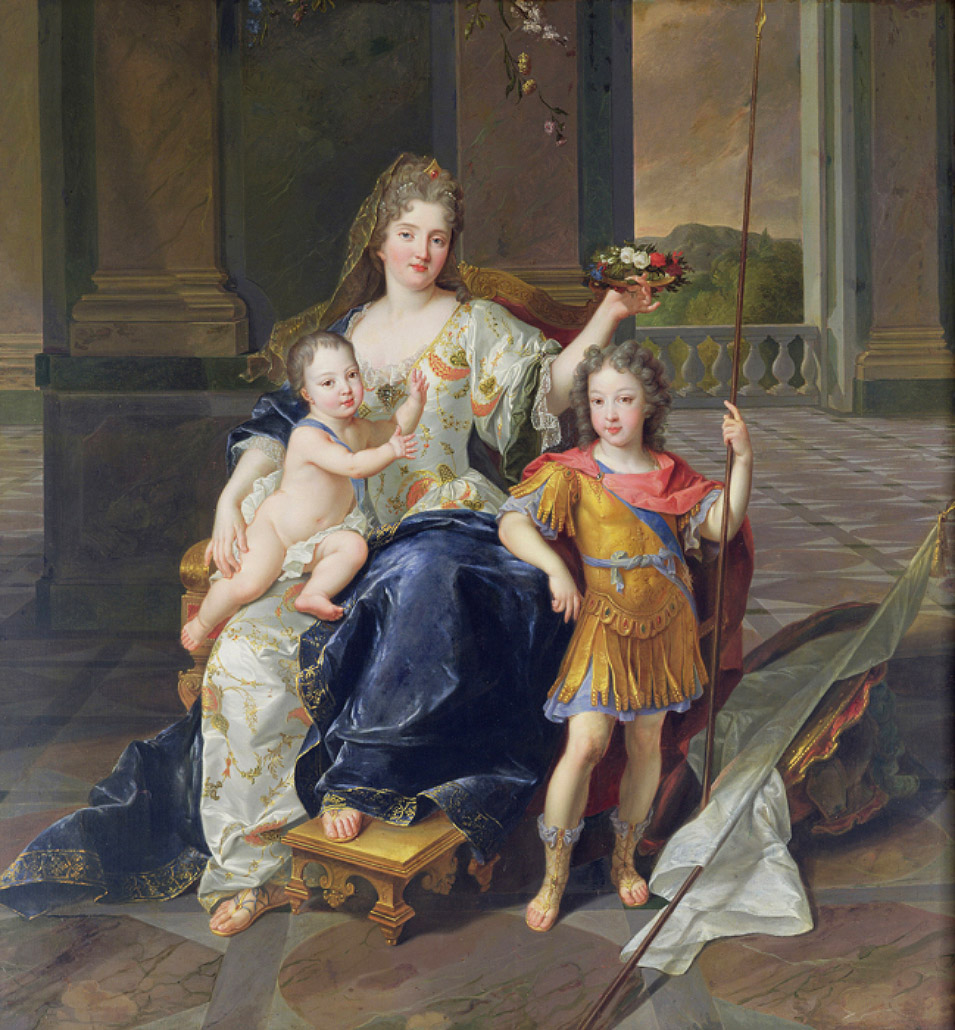
La duquesa de la Ferte con el duque de Anjou y el duque de Bretaña.

- Françoise de Lansac (1583-1657).

### Hijos deLuis XIV
- 1661-1672: Louise de Prie, (1624-1709), marquesa de Toucy, duquesa de Cardona.

- 1669-1682: Françoise d'Aubigné (1635-1719), marquesa de Maintenon.

### Hijos delGran Delfín
- 1682-1691: Louise de Prie, (1624-1709), marquesa de Toucy, duquesa de Cardona.

### Hijos delDuque de Borgoña
- 1709-1710: Marie Isabelle Gabrielle Angélique de La Mothe-Houdancourt (1654-1726), duquesa de La Ferté-Senneterre.

- * 1710-1735: Charlotte de La Mothe-Houdancourt, (1651-1744), duquesa de Ventadour.

### Hijos deLuis XV

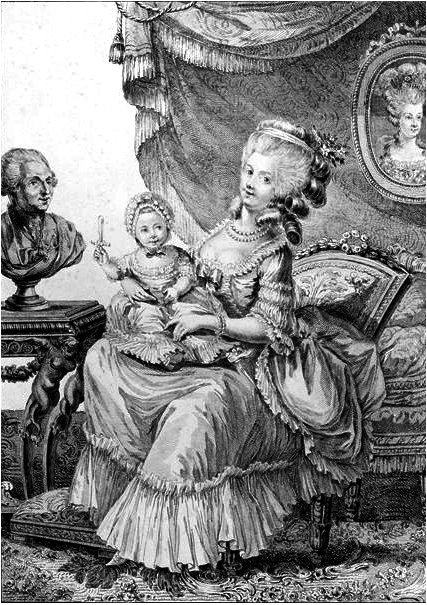
Grabado de Victoria de Rohan con Madame Royale.

- 1727-1735: Charlotte de La Mothe-Houdancourt, (1654-1744), duquesa de Ventadour.

- Anne Julie de Melun actuó como sous gouvernante de Madame de Ventadour.

- 1735-1754: Marie Isabelle de Rohan, (1699-1754), duquesa de Tallard.

### Hijos deLuis, Delfín de Francia
- 1735-1754: Marie Isabelle de Rohan, (1699-1754), duquesa de Tallard.

- 1754-1776: Marie Louise de Rohan, (1720-1803), condesa Marsan.

### Hijos deLuis XVI
- 1776-1782: Victoria de Rohan, (1743-1807), princesa de Guéméné.

- 1782-1789: Yolande de Polastron, (1749-1793), duquesa de Polignac.

- 1789-1792: Louise Elisabeth de Croy, (1749-1832), marquesa de Tourzel.

### Hijos deLuis Felipe I
- 1773-1791: Stéphanie Félicité du Crest de Saint-Aubin (1746-1830), condesa de Genlis.

- Datos: Q2059800